# Liste der Mitglieder der Deutschen Akademie der Naturforscher Leopoldina/1946
Die Liste der Mitglieder der Deutschen Akademie der Naturforscher Leopoldina für 1946 listet alle Personen, die im Jahr 1946 zum Mitglied berufen wurden. Insgesamt gab es vier neu gewählte Mitglieder.

## Neu gewählte Mitglieder 1946
| Nr.* | Name                   | Geboren       | Aufnahme | Gestorben     | Sektion                                      | Bild | Datenbank              |
| ---- | ---------------------- | ------------- | -------- | ------------- | -------------------------------------------- | ---- | ---------------------- |
|      | Georg Berg             | 13. Aug. 1878 |          | 13. Nov. 1946 | Mineralogie, Kristallographie und Petrologie |      | Georg Berg             |
|      | Ferdinand Friedensburg | 17. Nov. 1886 |          | 11. März 1972 | Geologie und Paläontologie                   |      | Ferdinand Friedensburg |
|      | Friedrich Schumacher   | 20. Mai 1884  |          | 5. Sep. 1975  | Geologie und Paläontologie                   |      | Friedrich Schumacher   |
|      | Paul Woldstedt         | 14. Okt. 1888 |          | 7. Juli 1973  | Geologie und Paläontologie                   |      | Paul Woldstedt         |

* Die Matrikelnummern sowie das genaue Wahldatum der aufgelisteten Akademiemitglieder sind nicht aus dem online gestellten Mitgliederverzeichnis der Akademie ersichtlich. Akademische Titel sind im Mitgliederverzeichnis einsehbar.